# Pontaubert
Pontaubert é uma comuna francesa na região administrativa de Borgonha-Franco-Condado, no departamento de Yonne. Estende-se por uma área de 3,91 km². Em 2010 a comuna tinha 387 habitantes (densidade: 99 hab./km²).